# Harricourt (Haute-Marne)
Harricourt, commune déléguée de Colombey-les-Deux-Églises, est une ancienne commune française, située dans le département de la Haute-Marne en région Grand Est.

## Géographie

### Localisation

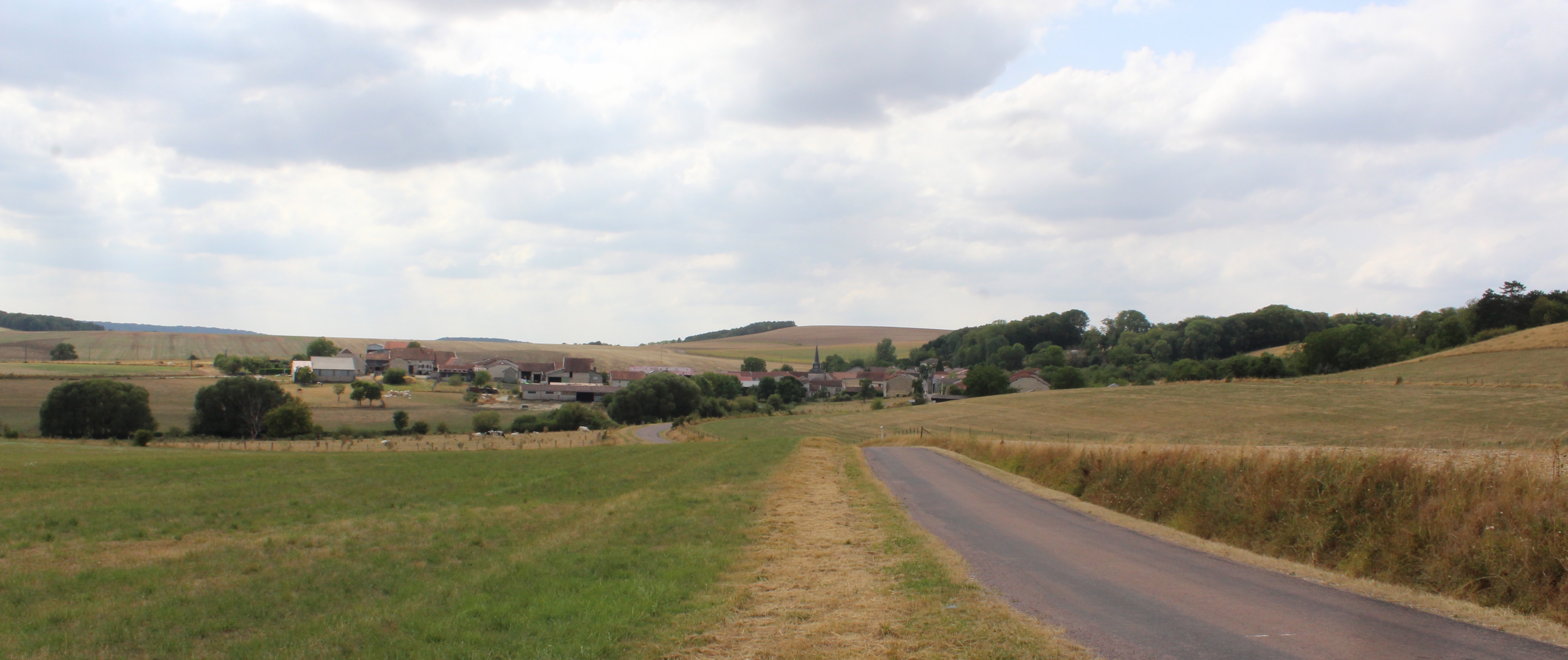
Panorama du village.

Harricourt, commune déléguée de Colombey-les-Deux-Églises, est située dans le département de la Haute-Marne en région Grand-Est.
À vol d'oiseau, elle se situe à 5,88 km de Colombey-les-Deux-Églises, chef-lieu de la commune. Elle est distante de 24,19 km de Chaumont, préfecture du département. Elle se trouve à 199,8 km de Paris.
Avant sa fusion avec Colombey-les-Deux-Églises, Harricourt était limitrophe de cinq communes : Argentolles, Beurville, Biernes, Buchey, Champcourt, Curmont et Rizaucourt.
Parmi ces communes, Argentolles, Biernes et Champcourt sont devenues des communes déléguées également de Colombey-les-Deux-Églises. En 1973, Rizaucourt et Buchey ont fusionné sous la forme de la fusion-association pour la commune de Rizaucourt-Buchey, où Buchey est une commune associée.

### Géologie et relief
La superficie de la commune est de 664 hectares. Son altitude varie d'environ 270 mètres à 372 mètres. L'altitude moyenne se situe à 308 mètres au niveau de la localité.
Le sous-sol géologique de la commune déléguée date du jurassique, avec la présence d'un sol d'argiles, de calcaire et de marne.
Le risque sismique est considéré comme très faible soit en zone 1 selon la carte du zonage définie par le gouvernement
La localité se trouve sur le plateau d'Argentolles.

### Hydrographie
Une rivière, appelée la Bierne, prend sa source sur la commune déléguée. Elle traverse la commune de Rizaucourt-Buchey puis de Beurville sur 6,1 km pour confluer avec le Ceffondet à Beurville. La commune déléguée se situe ainsi sur le bassin versant de la Seine car le Ceffondet conflue avec la Voire puis l'Aube où cet affluent se jette dans la Seine à Marcilly-sur-Seine.

### Climat
La station climatique la plus proche est celle de Saint-Dizier, situé sur la base aérienne 113 à 40 km à vol d'oiseau au nord d'Argentolles. Une autre station climatique se situe à Ailleville à 18 km de la commune déléguée, mais les données ne sont pas publiques.
| Mois                              | jan. | fév. | mars  | avril | mai   | juin  | jui.  | août | sep.  | oct.  | nov. | déc. | année   |
| --------------------------------- | ---- | ---- | ----- | ----- | ----- | ----- | ----- | ---- | ----- | ----- | ---- | ---- | ------- |
| Température minimale moyenne (°C) | −0,3 | 0,2  | 1,9   | 4,3   | 8,1   | 11,2  | 12,9  | 12,7 | 10,2  | 7,1   | 2,8  | 0,4  | 6       |
| Température moyenne (°C)          | 2,5  | 3,8  | 6,4   | 9,5   | 13,5  | 16,7  | 18,7  | 18,3 | 15,5  | 11,5  | 6,2  | 3,3  | 10,5    |
| Température maximale moyenne (°C) | 5,3  | 7,4  | 10,8  | 14,7  | 18,8  | 22,1  | 24,5  | 23,9 | 20,8  | 16    | 9,6  | 6,2  | 15      |
| Ensoleillement (h)                | 51,1 | 83,7 | 120,9 | 165,1 | 206,7 | 219,4 | 246,3 | 217  | 170,7 | 122,6 | 67,6 | 54   | 1 725,1 |
| Précipitations (mm)               | 74,7 | 61,1 | 65,4  | 55,2  | 75,8  | 72,8  | 66,5  | 70,1 | 64,2  | 68,1  | 72,4 | 80   | 826,3   |

### Voies de communication et transports

#### Voies de communication
Harricourt se situe sur deux axes secondaires. La localité se trouve sur la route départementale 233, reliant Saulcy (8,9 km) à Blaise (4,4 km) et sur la route départementale 239, partant de la commune déléguée pour rejoindre la route départementale 2 (RD2) en passant par Biernes. Cette route permet de joindre Doulevant-le-Château à Colombey-les-Deux-Églises, où elle croise la route départementale 619, qui permet de rejoindre Chaumont, préfecture du département.Elle est un axe principal située à l'écart du village. L'autoroute la plus proche d'Harricourt est l'A5 par la sortie 23 (Ville-sous-la-Ferté).

#### Transports
La commune déléguée ne dispose pas d'autres moyens de transport comme le ferroviaire et le transport en commun.
La gare ferroviaire la plus proche est celle de Bar-sur-Aube qui se trouve à 21 km par la route. La commune déléguée est desservie par la ligne 3 (Paris-Est ↔ Troyes ↔ Chaumont ↔ Langres ↔ Vesoul ↔ Belfort) du TER Champagne-Ardenne.

### Urbanisme
La forme urbaine de la commune déléguée ressemble à celle d'un village-rue étirée le long de la route départementale 239 et de la route départementale 233, mais son habitat est surtout groupée autour de l'église du village,.

## Toponymie
Le nom de la localité est attesté sous les noms de Hericurtis en 1108, Hariacuria en 1231, Haricurt en 1250, Haricours en 1436, Haricourt en 1447, Harricourt en 1447, Haricour en 1732 et Haricourt sur la carte de Cassini.
Le nom de la localisation avec une formation en -court, caractéristique du haut Moyen Âge et du nord de la France. Le mot court (curt, cort en ancien français) avait autrefois le sens de « cour de ferme, ferme, domaine rural » (parallèle au mot germanique hof cf. allemand Hof « cour, ferme »). Il est issu du bas latin cōrtem, ou gallo-roman CŌRTE, issus du latin classique cohors, cohortis. Le mot « cour » qui en procède, a une orthographe différente par analogie avec le latin curia.
Il est généralement précédé d'un nom de personne germanique au cas régime, pour le toponymiste Ernest Nègre, il s'agit du nom germanique Haricus, d'où le sens global de « domaine rural d'Haricus ».

## Histoire
Harricourt est mentionnée dans une donation de 1108 où Guy III de Vignory donne une partie de la dîme de la paroisse au prieuré de Vignory, une décision ratifiée par l'évêque. La cure de la paroisse appartient au prieuré de Sexfontaines. Dans un acte de 1231, l'abbaye de Clairvaux acquiert la perception d'une autre partie de la dîme de la localité auprès du seigneur de Vignory,.
La localité forme également une seigneurie particulière, faisant partie de la baronnie de Vignory regroupant les seigneuries d'Argentolles, de Bierne et d'Harricourt et de Pratz.
Avant la Révolution française, Harricourt ressort de la généralité de Châlons, de l'élection et de la prévôté de Bar-sur-Aube. Elle appartenait également au bailliage de Chaumont. Au niveau ecclésiastique, Biernes et Harricourt formait une unique paroisse, répartie sur les deux localités, où Biernes était une succursale.  Elle fait partie du diocèse de Langres et de l'archidiaconé de Bar-sur-Aube.
Lors de la Révolution française, la paroisse d'Harricourt et Biernes est scindée pour former deux communes indépendantes à la suite du décret du 11 novembre 1789 et de la loi du 14 décembre 1789. Harricourt est intégrée au département de la Haute-Marne, au district de Chaumont et au canton de Haute-Marne. En 1801, elle est rattachée au canton de Juzennecourt et à l'arrondissement de Chaumont.
Avec la mise en place du code officiel géographique en 1943, la commune a porté le code commune 52238.
Par arrêté préfectoral du 28 décembre 1972, la commune est rattachée le 1er janvier 1973 à Colombey-les-Deux-Églises sous la forme d'une fusion-association, où elle devient une commune associée à Colombey-les-Deux-Églises.
Par arrêté préfectoral du 30 novembre 2016, la création de la commune nouvelle de Colombey-les-Deux-Églises, pour le 1er janvier 2017, entraîne la transformation du statut d'Harricourt en commune déléguée au sein de la nouvelle commune.

## Administration

### Administration municipale

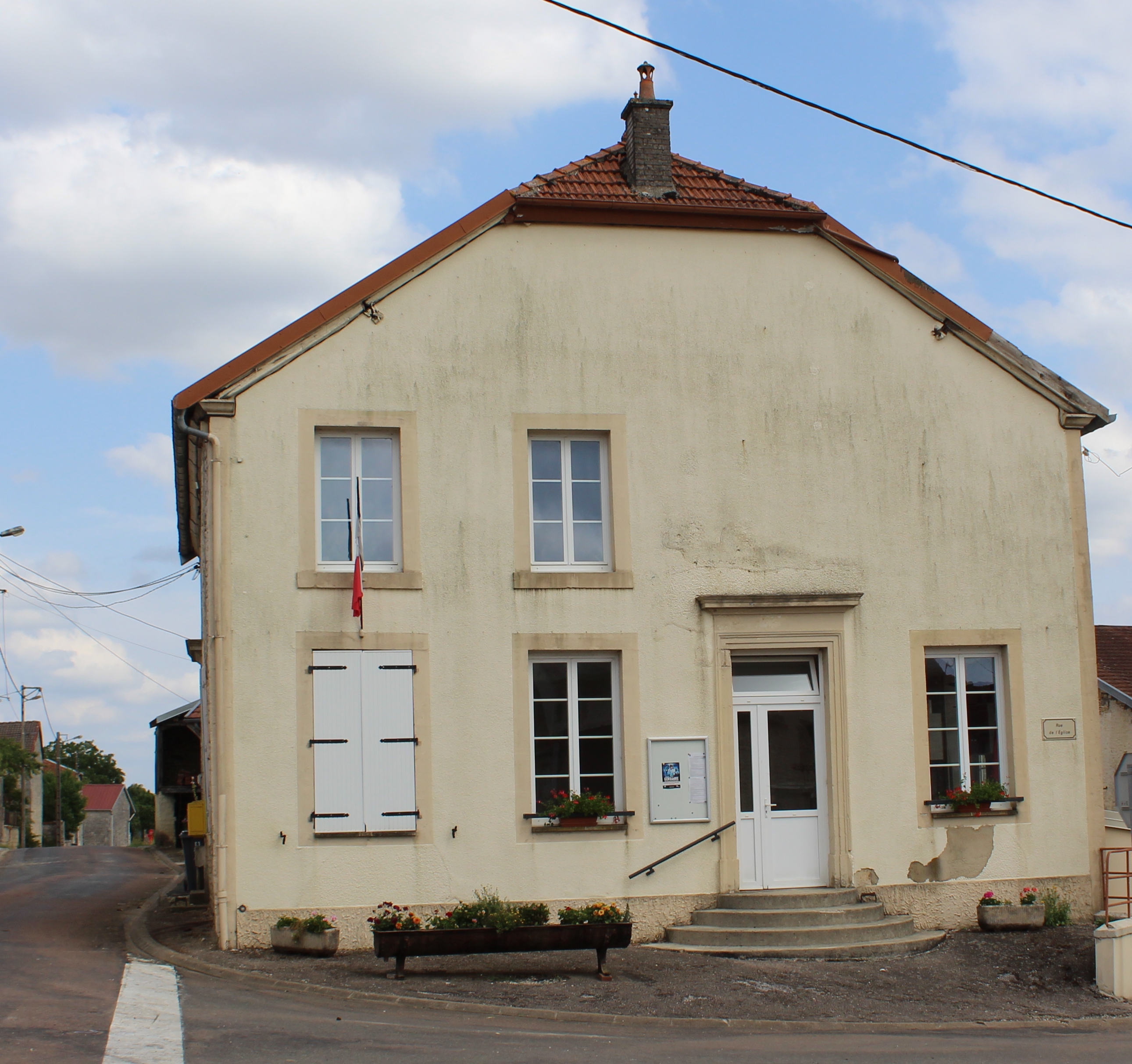
La mairie annexe.

Depuis le 1er janvier 1973, Harricourt ne dispose plus d'un conseil municipal et d'un maire, gérant les affaires municipales. Les décisions sont prises en conseil municipal de Colombey-les-Deux-Églises. Avec la fusion-association, elle garde cependant une section électorale, une section du CCAS, une commission consultative, une mairie annexe et un maire délégué, ayant autorité sur le territoire de la commune associée. Elle peut également avoir un conseil consultatif.
La transformation du statut de commune associée en commune déléguée au 1er janvier 2017 entraîne la fin du conseil consultatif, du sectionnement électoral et du CCAS, mais Harricourt conserve sa mairie annexe et un maire délégué avec la possibilité de l'institution d'un conseil de la commune déléguée par la commune nouvelle.
Les habitants d'Harricourt disposent également d'une liste électorale propre et d'un bureau de vote dans la mairie annexe, pour les élections.

### Liste des maires
La liste ci-dessous recense le nom des maires avant la fin de son autonomie au 1er janvier 1973 :
| Période                                  | Période | Identité                 | Étiquette | Qualité |
| ---------------------------------------- | ------- | ------------------------ | --------- | ------- |
| 1795                                     | 1797    | Claude Beauval           |           |         |
| 1797                                     | 1802    | Jean-Baptiste Rolland    |           |         |
| 1802                                     | 1804    | Jean Rolland             |           |         |
| 1804                                     | 1810    | Joseph Rolland           |           |         |
| 1810                                     | 1815    | Nicolas Rolland          |           |         |
| 1815                                     | 1821    | Jean-Baptiste Rolland    |           |         |
| 1821                                     | 1831    | Joseph Rolland           |           |         |
| 1831                                     | 1848    | Pierre Rolland           |           |         |
| 1848                                     | 1852    | Joseph Alexandre Rolland |           |         |
| 1848                                     | 1869    | François Lasne-Rolland   |           |         |
| 1869                                     | 1870    | Nicolas Obriot           |           |         |
| 1870                                     | 1871    | Alfred Bureaux           |           |         |
| 1871                                     | 1876    | Jules Herbelot           |           |         |
| 1876                                     | ?       | Alphonse Lasne           |           |         |
| Les données manquantes sont à compléter. |         |                          |           |         |

### Liste des maires délégués
La liste ci-dessous indique le nom des maires délégués depuis le 1er janvier 1973 jusqu'à aujourd'hui :
| Période                                  | Période                       | Identité     | Étiquette | Qualité              |
| ---------------------------------------- | ----------------------------- | ------------ | --------- | -------------------- |
| mars 2008                                | En cours (au 26 juillet 2020) | Henri Collin |           | Agriculteur retraité |
| Les données manquantes sont à compléter. |                               |              |           |                      |

### Instances judiciaires et administratives
Les habitants d'Harricourt relèvent de la juridiction du tribunal de grande instance de Chaumont (préfecture du département), du tribunal administratif de Châlons-en-Champagne et de la Cour d'appel de Dijon,.
En matière de commerce, les habitants d'Harricourt relèvent également de la juridiction du tribunal de commerce de Chaumont qui ressort du tribunal de grande instance de Dijon.
La commune déléguée est du ressort de la circonscription de gendarmerie de la brigade de proximité de Colombey-les-Deux-Églises.

## Population et société

### Démographie
Avant la mise en place des recensements individuels, les registres paroissiaux d'Harricourt, connus à partir de 1677, indiquent une population avec Biernes de 46 feux en 1709, soit environ 230 habitants. Le nombre de feux, incluant également Biernes, passe à 50 feux, soit 250 habitants en 1720. Ce chiffre reste stable en 1753 et en 1763.
L'évolution du nombre d'habitants est connue à travers les recensements de la population effectués dans la commune entre 1793 et 1973, dans la commune associée de 1973 à 2016 et dans la commune déléguée depuis 2017. À partir de 2006, les populations légales des communes sont publiées annuellement par l'Insee. Le recensement repose désormais sur une collecte d'information annuelle, concernant successivement tous les territoires communaux au cours d'une période de cinq ans. Pour les communes de moins de 10 000 habitants, une enquête de recensement portant sur toute la population est réalisée tous les cinq ans, les populations légales des années intermédiaires étant quant à elles estimées par interpolation ou extrapolation. Pour la commune déléguée, le premier recensement exhaustif, lié à celui de Colombey-les-Deux-Églises, entrant dans le cadre du nouveau dispositif a été réalisé en 2006.
En 2016, la commune déléguée comptait 47 habitants, en augmentation de 14,63 % par rapport à 2011 (Haute-Marne : −2,35 %, France hors Mayotte : +2,44 %).
| 1793 | 1800 | 1806 | 1821 | 1831 | 1836 | 1841 | 1846 | 1851 |
| ---- | ---- | ---- | ---- | ---- | ---- | ---- | ---- | ---- |
| 129  | 169  | 173  | 187  | 191  | 203  | 203  | 220  | 215  |

| 1856 | 1861 | 1866 | 1872 | 1876 | 1881 | 1886 | 1891 | 1896 |
| ---- | ---- | ---- | ---- | ---- | ---- | ---- | ---- | ---- |
| 210  | 186  | 166  | 182  | 154  | 154  | 154  | 138  | 146  |

| 1901 | 1906 | 1911 | 1921 | 1926 | 1931 | 1936 | 1946 | 1954 |
| ---- | ---- | ---- | ---- | ---- | ---- | ---- | ---- | ---- |
| 146  | 125  | 114  | 100  | 99   | 94   | 85   | 87   | 89   |

| 1962 | 1968 | 1982 | 2006 | 2011 | 2016 | 2021 | - | - |
| ---- | ---- | ---- | ---- | ---- | ---- | ---- | - | - |
| 80   | 61   | 55   | 38   | 41   | 47   | 42   | - | - |

### Enseignement
Étant commune déléguée de Colombey-les-Deux-Églises, Harricourt est rattachée à l'académie de Reims. Cette académie fait partie de la Zone B pour son calendrier de vacances scolaires.
Aucun établissement d'enseignement n'est présent sur la commune déléguée, mais le groupe scolaire Yvonne de Gaulle à Colombey-les-Deux-Églises, regroupent les élèves de maternelle et de cours élémentaire de l'ensemble de la commune. Il compte 153 élèves en 2017.
Pour le secondaire, les collégiens se rendent au collège du chef-lieu de commune. Les lycées publics d'enseignement général et d'enseignement technique se trouvent à Chaumont. Un lycée privée d'enseignement général et d'enseignement technique est également présent à Chaumont.
Pour l'enseignement supérieur, des établissements se trouvent, dans l'académie de Reims, à Chaumont, à Troyes, à Chalons-en-Champagne et à Reims. Les étudiants peuvent aussi aller vers des établissements situés à Dijon dans l'académie homonyme.

### Santé et service d'urgence
Au 1er janvier 2017, aucun médecin généraliste n'exerce à Harricourt, mais un praticien exerce à Colombey-les-Deux-Églises, chef-lieu de la commune. Il en est de même pour l'officine pharmaceutique. Pour des médecins spécialisés et des dentistes, il faut se rendre à Chaumont, ou à Bar-sur-Aube. Dans le domaine paramédicale, des infirmières se trouvent, l'un sur la commune déléguée et l'autre à Colombey-les-Deux-Églises.
Pour les hospitalisation, les urgences et la chirurgie, le centre hospitalier le plus proche est celui de Chaumont, mais les habitants peuvent se rendre à celui de Bar-sur-Aube. Les deux EHPAD les plus proches se situent l'un à Maranville et l'autre à Bayel.
Pour la sécurité en matière d'incendie et de sauvetage, les pompiers du centre de secours de Colombey-les-Deux-Églises, rattaché au SDIS de la Haute-Marne, sont compétent.

### Médias et télécommunication
Le quotidien local Le Journal de la Haute-Marne et le journal hebdomadaire Voix de la Haute-Marne diffuse leur journal sur la région de Chaumont et le département de la Haute-Marne.
Parmi les chaines de télévision de télévision numérique terrestre (TNT) accessibles à tous les habitants d'Harricourt, depuis l'émetteur de Troyes-Les Riceys situé aux Riceys, France 3 Champagne-Ardenne relaient les informations locales. Parmi les nombreuses stations de radio disponibles, on peut citer France Bleu Champagne-Ardenne.
En 2017, l'internet haut débit via la technique ADSL 2+ est possible pour tous les abonnés à un réseau de téléphonie fixe depuis le NRA installée à Buchey, commune associée de Rizaucourt-Buchey.

### Cultes
Le territoire de la commune dépend de la paroisse Saint Bernard, au sein du diocèse de Langres, au même titre que les trente-une autres paroisses. En 2017, l'église Saint-Rémy est l'un des lieux de culte de cette paroisse. Monseigneur Joseph de Metz-Noblat est à la tête du diocèse de Langres depuis 2014.
Concernant d'autres religions, les lieux de cultes les plus proches sont le temple de Chaumont pour les protestants, la synagogue de Troyes pour les juifs et la mosquée de Joinville pour les musulmans.

## Culture locale et patrimoine

### Lieux et monuments
L'église paroissiale Saint-Rémy remonte au début du XIIe siècle ou XIIIe siècle avec la travée du porche de l'église datant probablement de cette époque. Son chœur semble dater du XIIIe siècle et XIVe siècle. Sa nef, élevée au XVIIIe siècle, est une construction récente. L'église possède un plan allongé avec des murs extérieurs en pierre de taille et de moellons. Elle fait actuellement partie de la paroisse Saint-Bernard du diocèse de Langres, regroupant Colombey-les-Deux-Églises et des communes alentour.

### Galerie

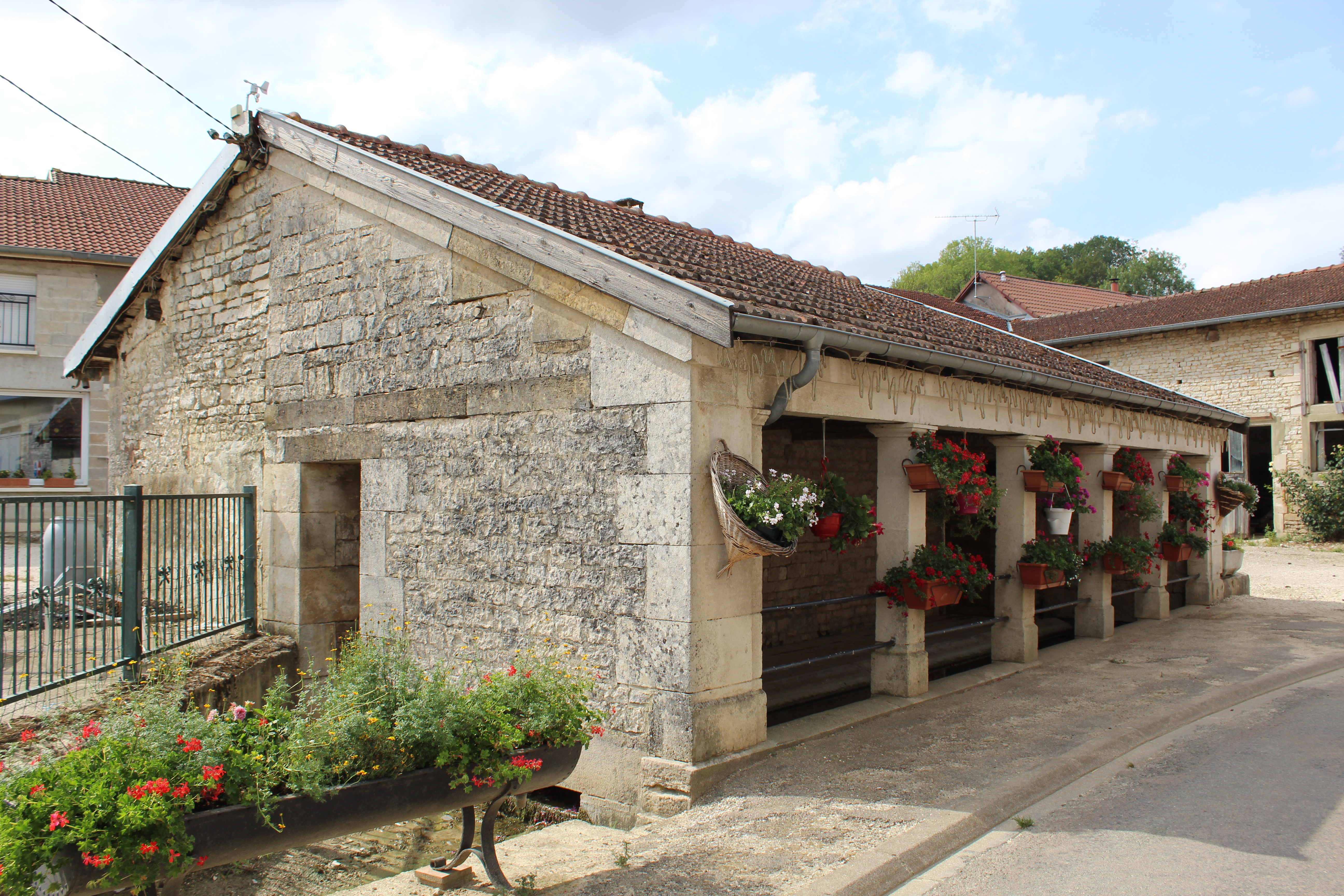
Le lavoir.
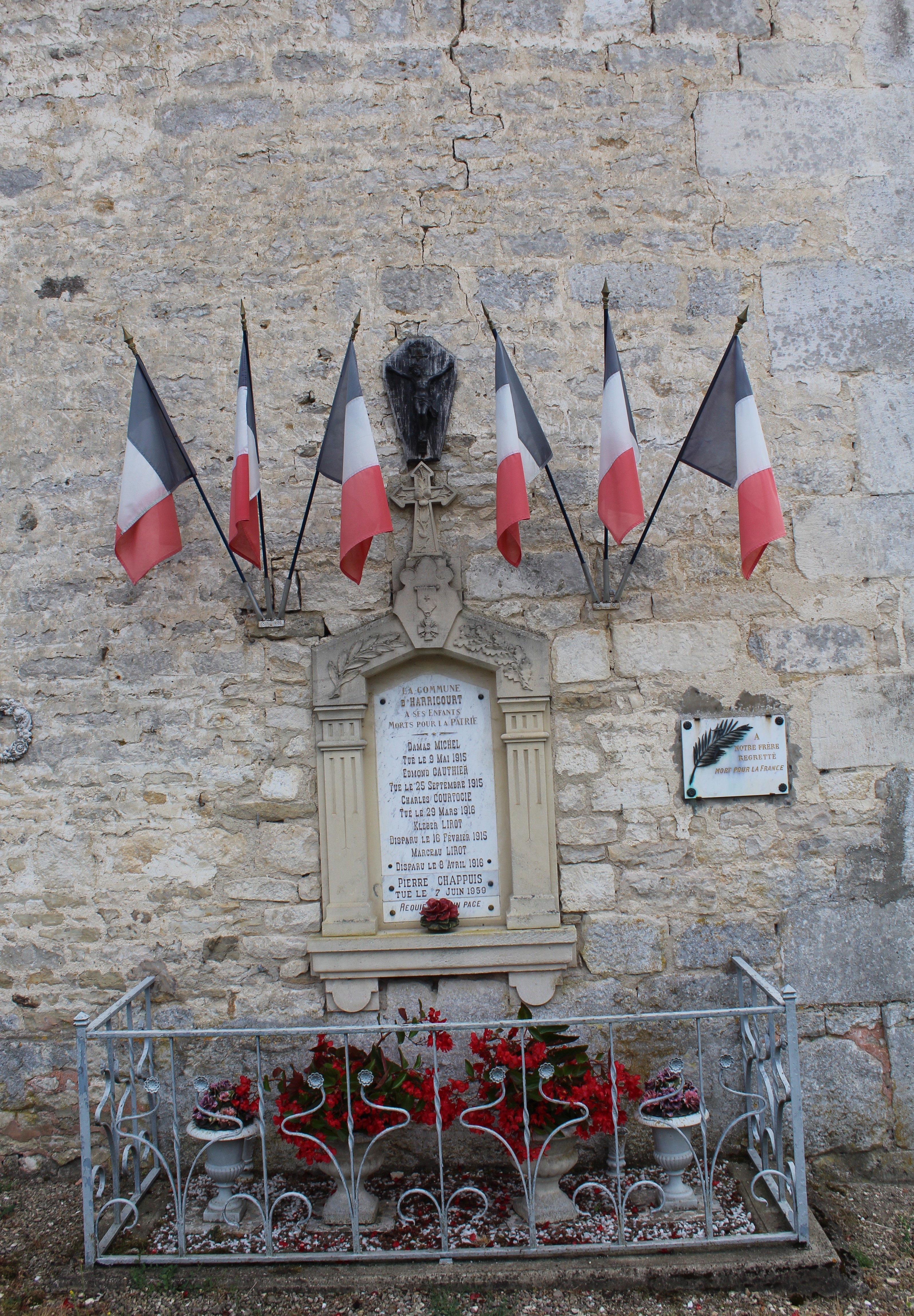
Le monument aux morts.
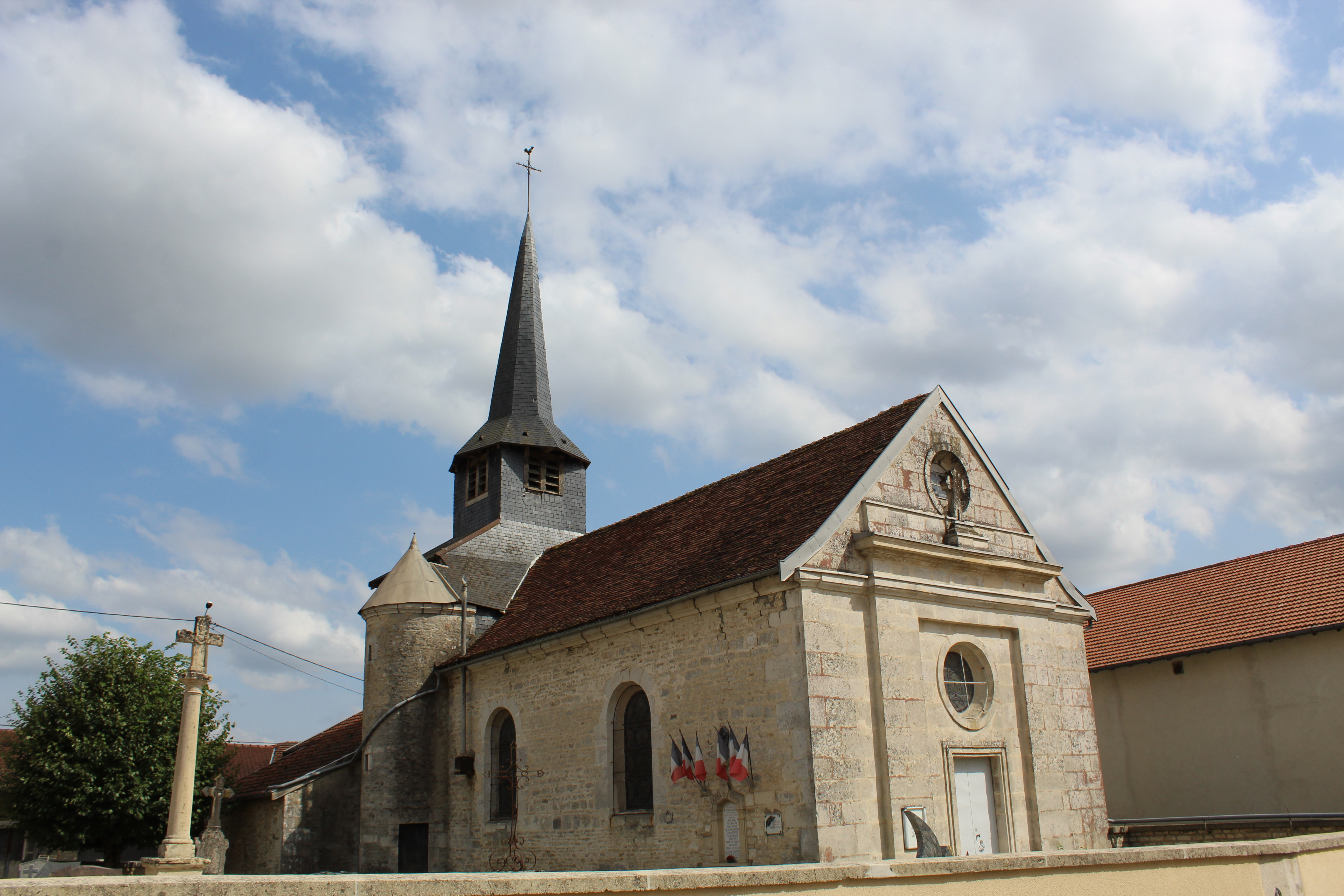
L'église.

### Site naturel
Une zones naturelles d'intérêt écologique, faunistique et floristique (ZNIEFF) est recensée sur le territoire de Lavilleneuve-aux-Fresnes: le massif boisés de Blinfey et de Cirey-sur-Blaise.
La zone de la ZNIEFF du massif boisés de Blinfey et de Cirey-sur-Blaise couvre la commune déléguée au nord-ouest. Cette ZNIEFF de type 2 couvre plusieurs vallons encaissés, se trouvant sur les communes de Beurville, Charmes-en-l'Angle, Doulevant-le-Château, Rizaucourt-Buchey. La topographie et la géologie détermine la végétation forestière. Le massif recèle de nombreuses espèces végétales comme  le hêtre, le chêne, le pin sylvestre, l'érable champêtre. La ZNIEFF abrite également des espèces animales dont l'alouette lulu, la pie-grièche écorcheur, le pic cendré.